# Phare de Ponta das Canárias
 (septembre 2017).
Si vous disposez d'ouvrages ou d'articles de référence ou si vous connaissez des sites web de qualité traitant du thème abordé ici, merci de compléter l'article en donnant les références utiles à sa vérifiabilité et en les liant à la section « Notes et références ».
Le phare de Ponta das Canárias (en portugais : Farol de Ponta das Canárias) est un phare de l'État du Maranhão situé sur Ponta das Canárias, au Brésil.

## Description
Il est localisé à l'embouchure du rio Parnaíba, sur l'île des Canárias, sur le territoire de la municipalité d'Araioses et face à celle d'Ilha Grande de Santa Isabel, dans l'État du Piauí.
Identifiant : ARLHS : BRA073 ; BR.... - Amirauté : G.... - NGA : ..... .